# Gräber am Donggou-Fluss

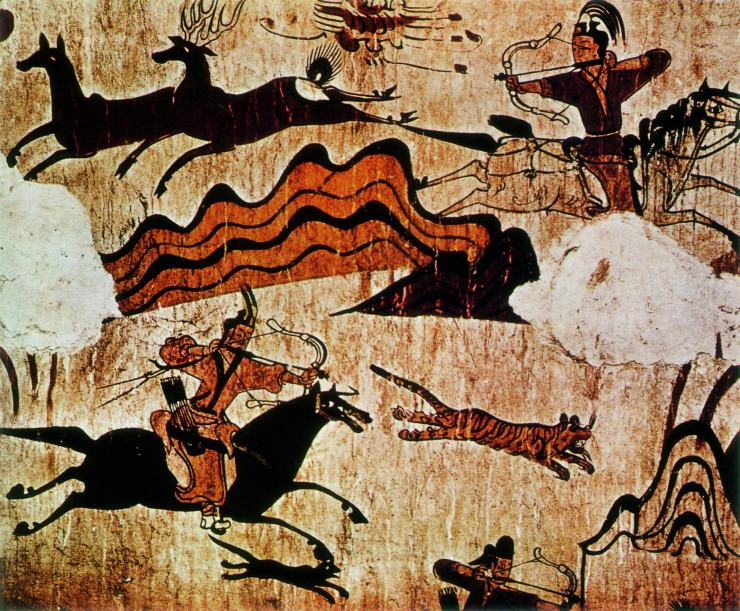
Jagdszene auf einem Wandgemälde (Wuyong mu bihua 舞踊墓壁画)

Bei den Alten Gräbern am Donggou-Fluss (chinesisch 洞溝古墓群 / 洞沟古墓群, Pinyin Dònggōu gǔmùqún, englisch Ancient Tombs on the Donggou River) in der Stadt Ji’an, Provinz Jilin, China, handelt es sich um ca. 11.300 Gräber aus dem alten Koguryo (Goguryeo), einem koreanischen Königreich (das von 37 v. Chr. bis 668 n. Chr. bestand). 
Seit 1961 stehen sie auf der Liste der Denkmäler der Volksrepublik China (1-168), seit 2004 sind sie Bestandteil der Welterbestätte Hauptstädte und Grabmäler des antiken Königreichs Koguryo.